# Regina Pokorná
Regina Pokorná (* 18. ledna 1982) je slovenská šachová mezinárodní velmistryně (WGM). Zatím nejvyšší rating ELO měla v říjnu roku 2003, kdy dosáhla 2429 bodů. Trénoval ji mezinárodní velmistr Ján Plachetka.
Regina Pokorná je mistryní Slovenska juniorek do 18 let z roku 1997. K jejím největším úspěchům patří zlato z Mistrovství Evropy juniorek z roku 1999. Vyhrála sérii chorvatských ženských turnajů v Rijece v letech 2001, 2002 a 2005 a ve Vrbniku roku 2008. Na šachových olympiádách reprezentuje Slovensko nepřetržitě od roku 1998. V roce 1999 byla členkou ženského družstva, které zvítězilo na ME v Batumi a na druhé šachovnici získala výkonem šesti bodů z osmi možných malou bronzovou medaili.